# Função social da propriedade
A função social da propriedade é um conceito jurídico aberto (ou indeterminado), o qual positiva o interesse supra individual na propriedade privada, sem que esta perca seu caráter individual de liberdade, mas relativizando-a em busca da igualdade social, como princípio estruturante de nossa ordem jurídica.
Ligado essencialmente a um dever de boa administração, de boa gestão, em vista do bem pessoal e do bem comum, a propriedade apresenta-se, nos dias atuais, impregnada de acentuado caráter social, afastando-se cada vez mais da concepção individualista do Código Civil de 1916, para assumir a forma de verdadeiro encargo social, aplicada ao bem-estar da coletividade.
Terrenos ou edificações ociosos em área urbana não atendem à sua função social. A partir do momento, no entanto, em que é dada finalidade àquele imóvel, seja ele usado para moradia ou para fins comerciais, diz-se que ele atende a uma função social.
A função social compõe a propriedade. A propriedade é, ao menos nesse sentido, função social, como todo instituto é o complexo que resulta de sua estrutura e de sua função. Portanto, a garantia da propriedade não tem incidência nos casos em que a propriedade não atende a sua função social, não se conforme aos interesses sociais relevantes cujo atendimento representa o próprio título de atribuição de poderes ao titular do domínio.

## Evolução histórica
Nos primórdios do direito romano, estranhos não poderiam penetrar na propriedade sem ofender as entidades protetoras do lar. A propriedade era absoluta, sujeita apenas ao poder ilimitado do proprietário. Sendo proprietário de algo, tudo poderia ser feito, de qualquer forma, sem que terceiros (inclusive o Estado) interviessem.
Tamanha liberdade, no entanto, começa a ser questionada diante dos abusos de poder e violência em prol da proteção ilimitada do direito à propriedade privada. Com o surgimento do Estado intervencionista em substituição ao Estado liberal da revolução francesa, foram dados limites até mesmo à propriedade.
A primeira noção de função social da propriedade foi concebida no início do século XX, por León Duguit. O consagrado publicita francês foi quem, melhor que qualquer outro, despertou a atenção dos juristas para as transformações que se vinham processando, desde algum tempo, e em ritmo acelerado, na esfera do direito de propriedade, conferindo a este instituto uma noção jurídica nova. Em oposição às doutrinas individualistas sustentadas até então, o autor defendeu que a propriedade é uma instituição jurídica que, como qualquer outra, formou-se para responder a uma necessidade econômica e, neste ensejo, evoluiu de acordo com tais necessidades.
Manoel Gonçalves Ferreira Filho discorre que para o desenvolvimento da ideia de função social da propriedade concorrem dois fatos. Por um lado, a contribuição da doutrina clássica do direito natural, devida a São Tomás de Aquino e de alguma forma trazida até hoje pela tradição da Igreja, e de outro lado a contribuição dos positivistas, já no fim do século XIX, também afirmando a propriedade como dotada de eminente função social. E é justamente neste contexto que coloca-se a lição clássica de León Duguit.
A natureza absoluta passou a ser relativizada. Foram atribuídas novas relevância e condições para sua fruição. A Constituição Brasileira de 1988 coloca, em seu artigo 5º, inciso XXII, que a todos é garantido o direito de propriedade. Em seguida, no entanto, no inciso XXIII, ela dá contornos relativos à propriedade dizendo que ela atenderá à sua função social.
A concepção nasceu da ideia de que, enquanto parte de uma sociedade, o homem deve empregar esforços no sentido de dar sua contribuição ao bem estar da coletividade em detrimento dos interesses unicamente individuais. Neste contexto,  surge a teoria da função social, segundo a qual “todo indivíduo tem o dever social de desempenhar determinada atividade, de desenvolver da melhor forma possível sua individualidade física, moral e intelectual, para com isso cumprir sua função social da melhor maneira”.
Esta concepção enfatiza a importância da consciência de cada indivíduo enquanto ator no cenário da vida em sociedade. Somente a valorização da noção de trabalho em equipe, em prol do bem comum, respeitados os direitos individuais, tem o condão de garantir a paz e o bem estar social.
Passou a vigorar, portanto, o entendimento de que a propriedade é direito subjetivo, que deve cumprir uma função social. De todo modo, a propriedade passa a ser vista como instrumento de apoio à consecução dos fins sociais, cuja essência é o seu serviço à coletividade. É dizer, mesmo constituindo-se em instituto voltado originariamente para a realização dos interesses individuais, a propriedade desempenha papel fundamental enquanto promotora dos interesses coletivos. Nas palavras de Cristiane Derani, a propriedade “inclusive enquanto fruição privada é justificada como meio de alcance da felicidade social, pois o bem-estar individual deve levar também à felicidade coletiva”.
A propriedade, portanto, apresenta como componente indissociável a sua função social, enquanto dever imposto a cada sujeito de direito, público ou particular. Neste contexto, o ordenamento constitucional brasileiro, segundo Francisco Carrera, “retira literalmente a faculdade de “não uso”, que o proprietário exercia quando investido no domínio de seu imóvel”.
O conceito de função social, como o de propriedade, sofreu evoluções. Em um primeiro momento, era apenas considerado o caráter econômico da propriedade, ou seja, a produtividade econômica da mesma. A Constituição de 1824 estabeleceu, apenas, que: “É garantido o direito de propriedade em toda a sua plenitude. Se o bem público legalmente verificado exigir o uso e emprego da propriedade do cidadão, será ele previamente indenizado do valor dela. A lei marcará os casos em que terá lugar esta única exceção, e dará as regras para se determinar a indenização” (art. 179, inciso XXII). Já a Constituição republicana de 1891 prescreveu em seu art. 72, na redação dada pela Emenda de 3.9.1926, que: “O direito de propriedade mantém-se em toda a sua plenitude, salvo a desapropriação por necessidade, ou utilidade pública, mediante indenização prévia.”
Em 1934, aparecerá pela primeira vez referência à atividade do proprietário. Essa seria apenas um limite negativo à propriedade. Prescreveu-se no seu art. 113, § 17: “É garantido o direito de propriedade, que não poderá ser exercido contra o interesse social ou coletivo, na forma que a lei determinar”. A Constituição de 1937 trazia entendimento semelhante, o qual assegurava: “o direito de propriedade, salvo a desapropriação por necessidade ou utilidade pública, mediante indenização prévia. O seu conteúdo e os seus limites serão os definidos nas leis que lhe regularem o exercício” (art. 122, § 14).
Foi a Constituição de 1946 que primeiro trouxe o conceito de desapropriação por necessidade ou utilidade pública, mediante prévia e justa indenização em dinheiro. A submissão de uso da propriedade ao bem-estar social marcou o reconhecimento do princípio da função social da propriedade. Assim rezava o art. 147: “O uso da propriedade será condicionado ao bem-estar social. A lei poderá, com observância do disposto no art. 141, § 16, promover a justa distribuição da propriedade com igual oportunidade para todos”.
A partir de então, outros diplomas passaram a disciplinar mecanismos jurídicos que utilizassem do princípio da função social da propriedade, como a Lei nº 4.132/62, que regulamentou as hipóteses de desapropriação por interesse social como forma de promover a justa distribuição da propriedade.
O texto constitucional de 1988 positivou, por fim, a união indissociável entre propriedade e sua função social. Como exemplo:
"Art 186 da CF/88 – A função social é cumprida quando a propriedade rural atende, simultaneamente, segundo critérios e graus de exigência estabelecidos em lei, aos seguintes requisitos:
I - Aproveitamento racional e adequado;
II - Utilização adequada dos recursos naturais disponíveis e preservação do meio ambiente;
III - Observância das disposições que regulam as relações de trabalho;
IV - Exploração que favoreça o bem-estar dos proprietários e dos trabalhadores."
Para que a propriedade rural se adeque à sua função social, deverá preencher todos os quatro requisitos.
Hoje em dia, o conceito tão criticado quando apresentado por Diguit, amadureceu e se expandiu para além da propriedade material. São sujeitos às função social, também, as propriedades imateriais (propriedade intelectual), as empresas, seus contratos, etc.

## A função social como princípio do Direito
A função social da propriedade como princípio do direito é um instituto jurídico recente. Sua ideia vista sob os holofotes de fundamentos jurídicos se inicia apenas no século XX, com o dever de atender uma necessidade econômica, e com a noção da prevalência do interesse público sobre o privado.
De acordo com Marcelo Sciorilli, o documento constitucional de 1934, inspirado na Constituição de Weimar de 1919, foi o primeiro a contemplar um título ao modelamento da ordem econômica e a prescrever, em seu texto, regras mais específicas acerca do direito de propriedade, dispondo que este não poderia ser exercido contra o interesse social ou coletivo (art. 113, § 17).
No direito brasileiro atual, portanto, a função social da propriedade é reconhecida como princípio norteador do direito de propriedade, sendo estes indissociáveis um do outro.
Dessa forma, a função social passa a trazer para o proprietário, além dos direitos anteriormente já presentes ao direito de propriedade, obrigações de fazer e/ou não fazer, a ideia de uso consciente da propriedade e dos recursos naturais que nela houver. O poder público, portanto, impõe ao proprietário condutas obrigacionais, a fim de que a propriedade passe a atender o interesse coletivo.
Isso é comprovado pelas previsões constitucionais da função social. Ou seja, a norma fundamental do direito brasileiro determina que, com o direito de propriedade, passa a existir a necessidade de cumprir sua função social. Assim, só há direito à propriedade constitucionalmente reconhecido, se houver cumprimento das disposições do diploma.

### Na Constituição Federal do Brasil
A Constituição Federal de 1988 foi o marco definitivo para a publicizar e garantir o instituto da função social da propriedade. Dessa forma, o artigo 5º da Constituição, garantidor dos direitos e garantias fundamentais do ordenamento nacional, trouxe em seu inciso XXIII:
"Art. 5º Todos são iguais perante a lei, sem distinção de qualquer natureza, garantindo-se aos brasileiros e aos estrangeiros residentes no País a inviolabilidade do direito à vida, à liberdade, à igualdade, à segurança e à propriedade, nos termos seguintes:
[…]
XXII - é garantido o direito de propriedade;
XXIII - a propriedade atenderá a sua função social;"
Assim, a função social da propriedade se torna matéria de ordem constitucional, de mesma hierarquia que o próprio direito de propriedade. Com efeito, o instituto está previsto em diversos dispositivos constitucionais, de sorte que se torna princípio direcionador de todo o ordenamento jurídico infraconstitucional.
A função social da propriedade  atua também como diretriz para o exercício de direitos constitucionalmente garantidos, enquanto elemento condicionante do direito de propriedade.
Em outras palavras, a intervenção estatal na propriedade pode ser ensejada pela busca do cumprimento dos elementos fundamentais da constituição, como maior distribuição de renda, missão para a qual o Poder Público pode se valer da aplicação do princípio da função social da propriedade.

### Como princípio da ordem econômica
O artigo 170 da Constituição Federal dispõe que:
"Art. 170. A ordem econômica, fundada na valorização do trabalho humano e na livre iniciativa, tem por fim assegurar a todos existência digna, conforme os ditames da justiça social, observados os seguintes princípios:
[...]
II - propriedade privada;
III - função social da propriedade;"
Dessa forma, a propriedade e sua função social estão elencadas dentre os princípios gerais da atividade econômica, as quais são reguladas e normatizadas pelo poder público, como, a partir de incentivos e planejamentos. O Brasil, como economia de mercado, é regrado pelo Estado, e sua atuação ocorre em situações de relevância, a fim de garantir que se atinjam os interesses sociais coletivos, inclusive no âmbito da ordem econômica do país.
A Constituição de 1988 é um marco, no entanto, em ordem econômica, tendo em vista que diminui a intervenção do Estado na economia, anteriormente presente, e passa a adotar uma política de caráter menos intervencionista. Porém, apesar de tais mudanças, as normas constitucionais permitirão que haja intervenção estatal na atuação do mercado a fim de que sejam cumpridos os valores fundamentais da carta magna, como os princípios e garantias por ela determinados.
Em outras palavras, a intervenção estatal na propriedade pode ser ensejada pela busca do cumprimento dos elementos fundamentais da constituição, como maior distribuição de renda, missão para a qual o Poder Público pode se valer da aplicação do princípio da função social da propriedade.

### Como princípio de política urbana
Neste sentido, a Carta Magna eleva a função social da propriedade ao grau dos direitos e garantias fundamentais e destina capítulo específico para a questão da política urbana, no qual determina, no art. 182, que a política de desenvolvimento urbano deverá ter suas diretrizes fixadas em lei, a “ordenar o pleno desenvolvimento das funções sociais da cidade e garantir o bem- estar de seus habitantes”.
Para cumprir o dispositivo constitucional foi editado o Estatuto da Cidade que dispõe, dentre outras questões, a respeito das referidas diretrizes e instrumentos da política de desenvolvimento urbano, incluindo-se os instrumentos que foram objeto do presente estudo.
Neste contexto, as palavras de Ricardo Pereira Lima[88] sintetizam o escopo desejado pela Constituição Federal de 1988:
“A existência de uma política pública voltada para a solução da questão urbana (…) é de fundamental importância para a observância dos princípios republicanos pertinentes ao reconhecimento da cidadania de toda a comunidade, à dignidade da pessoa humana, à erradicação da pobreza, à eliminação da marginalidade e das desigualdades sociais, à promoção do bem de todos sem preconceitos de qualquer natureza, e à construção de uma sociedade livre, justa e solidária”.
A exemplo de outros temas dotados de relevância social, a sociedade contemporânea percebeu a importância do uso consciente da propriedade privada, que vai muito além do espírito individualista da aquisição pela aquisição, com intuito meramente especulativo.
Nesta vertente, os instrumentos ora analisados constituem importantes ferramentas no sentido dar efetividade às diretrizes formadoras do princípio da função social da propriedade urbana.:
"Art. 182. A política de desenvolvimento urbano, executada pelo Poder Público municipal, conforme diretrizes gerais fixadas em lei, tem por objetivo ordenar o pleno desenvolvimento das funções sociais da cidade e garantir o bem- estar de seus habitantes.
[...]
§ 2º A propriedade urbana cumpre sua função social quando atende às exigências fundamentais de ordenação da cidade expressas no plano diretor."
O regime da política constitucional urbana decorre da associação entre os artigos 182 e 21, XX:
"Art. 21. Compete à União:
[...]
XX - instituir diretrizes para o desenvolvimento urbano, inclusive habitação, saneamento básico e transportes urbanos;"

### Como princípio da política agrária e fundiária
Tendo em vista os diversos tipos de propriedade, é importante apontar que a função social atinge também a propriedade rural, porém, o cumprimento de tal princípio deve ser atendido de acordo com suas características intrínsecas. Dessa forma, a Constituição Federal dispõe expressamente as condições necessárias para satisfação do princípio, conforme disposto a seguir no artigo 186:
"Art.186. A função social é cumprida quando a propriedade rural atende, simultaneamente, segundo critérios e graus de exigência estabelecidos em lei, aos seguintes requisitos:
I – aproveitamento racional e adequado;
II – utilização adequada dos recursos naturais disponíveis e preservação do meio ambiente;
III – observância das disposições que regulam as relações de trabalho;
IV – exploração que favoreça o bem-estar dos proprietários e dos trabalhadores."
O exercício da propriedade rural  está, portanto, condicionado ao cumprimento da função social que manifesta-se em seu efetivo aproveitamento. Entretanto, o mero aproveitamento não basta por si só, mas necessita ser exercido de forma proveitosa ao interesse público.
A previsão trazida pela Constituição busca garantir a utilização da propriedade rural nos formatos ali estabelecidos, a fim de que a função social da propriedade rural seja alcançada. Assim, a função social da propriedade rural pode ser entendida como um princípio responsável pela determinação de deveres positivos, a partir da adequada utilização da propriedade e outros bens rurais em todos os seus âmbitos, visando principalmente o bem-estar coletivo, bem como os interesses individuais.
A propriedade rural possui uma função social ainda mais evidente, tendo em vista sua importância como meio de produção de bens necessários à sobrevivência humana e prosperação social. Dessa forma, a propriedade rural irá cumprir sua função social ao produzir de forma consciente e adequada, visando a proteção do meio ambiente e respeitando as relações ali existentes.
É possível concluir que com esse princípio não basta aproveitar apenas, mas aproveitar de forma racional e adequada. Com isto, busca-se o aproveitamento da terra com grau máximo de eficiência, devendo ser respeitados ainda os limites da exploração, para que esta não se dê de forma a esgotar o potencial produtivo do bem.
Deve ainda ser atendido o critério da utilização adequada dos recursos naturais disponíveis e preservação do meio ambiente. Este critério relaciona-se com o instituto da função ambiental, enquanto dever genérico de preservar e defender o meio ambiente ecologicamente equilibrado, como forma de promover a sadia qualidade de vida, na esteira do princípio da dignidade da pessoa humana, para as presentes e futuras gerações.
O descumprimento da função social da propriedade rural (art. 186, CF/88) tem como consequência a desapropriação rural (art. 184, CF/88). De acordo com o magistério de Carvalho Filho, “o Poder Público tem a prerrogativa de proceder à desapropriação rural quando o imóvel não está atendendo à função social rural (art. 186, CF/88), mas o objetivo do expropriante pode voltar-se tanto para fins de reforma agrária, como para qualquer outro fim compatível com a política agrícola e fundiária”. Em sentido restritivo, encontra-se o posicionamento de Matheus Carvalho: “verifica-se que, nestes casos, a desapropriação será efetivada, com destinação vinculada do bem expropriado. Com efeito, a União não poderá definir como realizará o adequado aproveitamento do imóvel, sendo imperativa sua destinação à reforma agrária.”
A indenização deve ser paga através de títulos da dívida agrária contendo cláusula de preservação do valor real e serão resgatáveis no prazo de até 20 anos, a partir do segundo ano de sua emissão (art. 184, CF/88).
Assim, a função social da propriedade rural é princípio norteador da atividade agrária, sendo intrínseco ao direito de propriedade, devido à grande importância social vinda da atividade ali realizada.

## Limitações administrativas à propriedade
À medida que implica relativização e, por vezes, supressão de direitos individuais privados, sempre em prol do interesse coletivo, a função social da propriedade aproxima-se das limitações administrativas. Afinal, dentre as formas pelas quais o Estado, valendo-se de sua soberania interna, intervém na propriedade ou em atividades particulares, está a limitação administrativa. Esta modalidade de intervenção estatal é, nos dizeres de Hely Lopes Meirelles, “toda imposição geral, gratuita, unilateral e de ordem pública condicionadora do exercício de direitos ou de atividades particulares às exigências do bem-estar social".
Como se depreende desse conceito, as limitações administrativas à propriedade são provenientes de normas gerais e abstratas, uma vez que não se destinam a propriedades determinadas e visam, ainda, à satisfação de interesses públicos abstratos. Essas normas podem estar expressas em lei ou regulamento de quaisquer das entidades da federação. Ademais, são normas de ordem pública, objetos do Direito Administrativo, como, em última análise, as normas legais de caráter constitucional, penal ou eleitoral. Nesse sentido, podem ser citadas, como exemplo, as normas municipais que impõem, às construções urbanas, a observância de certas medidas de segurança.
Já no que diz respeito à gratuidade, convém mencionar a lição de Celso Antônio Bandeira de Mello. Segundo o autor, deve-se atentar para que não se confunda propriedade com direito de propriedade. Nesse sentido, este é expressão da propriedade tal como esta foi admitida pelo sistema normativo. Assim, as limitações administrativas à propriedade, por serem decorrentes desse sistema normativo, integram o próprio perfil do direito de propriedade, constituindo, em seu dizer, a fisionomia normativa desse direito.
Isso posto, não é conveniente falar em limitação administrativa ao direito de propriedade, mas sim limitação administrativa à propriedade, “pois os atos restritivos, legais ou administrativos, nada mais significam senão a formulação jurídica do âmbito do Direito”. A conclusão à qual se pode chegar, por meio desse raciocínio, é de que nas limitações administrativas descabe indenização, já que as limitações ao exercício da propriedade “correspondem à configuração de sua área de manifestação legítima […]”, inexistindo agravo que gere uma obrigação de reparar.
Além disso, tem-se que essa atividade estatal de condicionar direitos pode se exteriorizar mediante a imposição de obrigações de fazer, não fazer ou deixar de fazer. Não obstante, e contrariando autores que não admitem que as limitações administrativas se refiram a obrigações de fazer, observa Maria Sylvia Zanella Di Pietro que, em muitos casos, embora se trate uma imposição negativa, para que um proprietário não coloque em risco um valor de interesse público, na prática a realização dessa obrigação impõe atuações positivas ao particular.
Neste ponto, e retomando o tema principal abordado nesta página, é notável o fato de que Celso Antônio Bandeira de Mello coloca a função social da propriedade como uma exceção à característica mais comum das limitações administrativas de imporem ao proprietário deveres de abstenção. Isso porque, de fato, como já mencionado, se o nosso ordenamento jurídico reconhece que a propriedade deve cumprir a sua função social, isso significa que ao proprietário se impõe uma obrigação de dar ao seu imóvel uma função socialmente útil. Daí porque a função social da propriedade se aproxima das limitações administrativas, podendo, porém, ir além destas, resultando em atuações concretas do Estado e que impliquem em indenização. É o que ocorre, por exemplo, na desapropriação.

## A função social da propriedade no direito comparado
O princípio da função social da propriedade foi tratado de diversas maneiras por outros países, ora não foi tratada como direito constitucional, ora não estava prevista em nenhum dispositivo legal, tão somente na jurisprudência ou decisões judiciais. França e nos Estados Unidos, por exemplo, optaram por não estabelecer a função social da propriedade em nenhuma lei, de forma que o assunto ganhou seus contornos através da jurisprudência no primeiro país, e decisões judiciais no segundo.
Assim, a ausência de previsão constitucional em alguns países não impediu que o direito de propriedade fosse regulado de alguma forma.
Apresentada como novidade, muito antes de 1914, nos tratados jurídicos de Duguit e Hauriou, e recebida, de começo, com ceticismo por uns, com reserva por outros, e como extravagante exagero pela maioria dos juristas coevos, tenazmente apegados às fórmulas clássicas do direito, a ideia de função social da propriedade tomou vulto após o desfecho da Primeira Grande Guerra, entrando, então, como princípio fundamental de direito, para o corpo das novas Constituições, que se foram elaborando, ao influxo das novas ideias políticas e das novas aspirações de progresso.
A Constituição Republicana Alemã de 1919 (Constituição de Weimar), traçou o princípio da função social da propriedade e foi incorporado pela atual Constituição do país, que entrou em vigor em 1949. O seu art. 153 trazia a seguinte redação: “A propriedade é garantida pela Constituição. Seu conteúdo e seus limites serão fixados em lei. A propriedade acarreta obrigações. Seu uso deve ser igualmente no interesse geral”. Na concepção de Weimar - assim como aconteceria nas Constituições de outros países - a propriedade – se simplesmente tomada enquanto categoria dogmática - não se determina constitucionalmente. Ela seria anterior à figura da função social. Todavia, sua “inserção” constitucional acaba estabelecendo uma mudança de contorno, pela forma com que ela orienta a utilização, pelo titular, do bem protegido. A Constituição não se ocupa, em nem precisaria se ocupar, da técnica jurídica necessária para regular os direitos decorrentes da propriedade.
A Constituição da República Italiana de 1948, por sua vez, optou por realocar o princípio da função social para ser tratada como um fato econômico. A consequência disso é que quando o princípio é retirado da esfera dos direitos da personalidade, ele deixa de ser um direito inviolável. Transcreve-se o seu art. 42: “A propriedade é pública ou privada. Os bens econômicos pertencem ao Estado, aos entes públicos ou privados. A propriedade privada é reconhecida e garantida pela lei que determina os seus modos de aquisição, gozo e limites com o escopo de assegurar-lhes função social e torná-la acessível a todos”.
Na Carta Mexicana de 1917, a função social da propriedade somente foi inserida em 1983, quando foi alterado o artigo referente a atividade econômica , tendo sido criado um novo artigo que versasse sobre os limites do direito sobre a propriedade. Assim, ocorre aqui também um tratamento da função social em capítulo relativo à atividade econômica e não aos direitos de personalidade.
Na Constituição Espanhola de 1978, optou-se por tratar do assunto em três frentes, quais sejam, na parte relativa aos direitos e deveres dos cidadãos, à política econômica e social e, por fim, no que se refere à economia.
A Constituição Chilena de 1981, por fim, prevê o direito de propriedade como um direito constitucional e logo em seguida o delimita para que atenda à sua função social.

## A função social da propriedade no entendimento jurisprudencial
Analisando a jurisprudência atual, podem ser citadas algumas situações nas quais o tema da função social da propriedade entra em questão.
A discussão em torno da reintegração de posse é um dos assuntos que mais envolve a função social da propriedade. A título de exemplo, pode ser citado um caso em que ocorre a rescisão contratual do arrendamento da propriedade rural. Os elementos estabelecidos em lei - aproveitamento adequado e racional do imóvel, dos recursos naturais, preservação do meio ambiente, preocupação com aspectos que regulam relações de trabalho e a exploração da propriedade rural de maneira a atender o bem-estar tanto dos trabalhadores quanto dos proprietários - são analisados pelos julgadores no contexto ao qual se insere cada caso de maneira a observar se houve o devido respeito aos ditames legais. A decisão se deu no sentido de que, não tendo o apelante despendido os necessários cuidados ao imóvel, caracterizando abandono do mesmo, não foi atendida a função social da propriedade.
Outro entendimento que merece destaque, por se relacionar com a função social da propriedade, diz respeito à progressividade do IPTU. Isso porque, em diversas oportunidades, quando da análise da constitucionalidade de leis municipais que instituíam a progressividade desse imposto em função do valor do imóvel, concluiu o STF pela constitucionalidade da progressividade desse imposto real apenas quando destinada a assegurar o cumprimento da função social da propriedade urbana.
A bem da verdade, com as modificações da Emenda Constitucional nº 29, a cobrança de imposto progressivo em razão do valor do imóvel ou de sua localização também passou a ser admitida, nos termos da súmula 668 do STF. No entanto, esse entendimento histórico do STF é interessante para demonstrar o reconhecimento da importância do atendimento da função social da propriedade, que pode ensejar, inclusive, a progressividade do IPTU.
Merece destaque também a questão do usufruto, que é o direito que é conferido pelo proprietário do bem a outra pessoa por tempo determinado para que ela possa gozar ou fruir do bem. Decidiu-se que, mesmo em caso de usufruto, a propriedade deve atender à sua função social, tendo o Código Civil previsto autorização de extinção do usufruto no caso de ausência de uso ou de fruição do bem ao qual ele recai.
Também recai a função social da propriedade sobre a especulação imobiliária, assunto bastante atual, que diz respeito à prática de compra ou aquisição de um imóvel para posteriormente vendê-lo ou alugá-lo, objetivando sua valorização nesse lapso temporal. É um exemplo bastante claro, assim, de contrariedade à função social vez que se atende somente a um interesse individual em detrimento de um interesse coletivo. O tratamento concedido pela jurisprudência é a aplicação de multa.
Pode-se mencionar, ainda, a interpretação que tem sido dada ao § 6° do art. 2° da Lei n. 8629/93. Esse dispositivo estabelece, em sua primeira parte, que “O imóvel rural de domínio público ou particular objeto de esbulho possessório ou invasão motivada por conflito agrário ou fundiário de caráter coletivo não será vistoriado, avaliado ou desapropriado nos dois anos seguintes à sua desocupação, ou no dobro desse prazo, em caso de reincidência […].”
Como se sabe, a ocupação de imóveis é muito utilizada por movimentos sociais que lutam pela realização da função social da propriedade. Porém, acerca dessa norma, entende o STJ que “A invasão do imóvel é causa de suspensão do processo expropriatório para fins de reforma agrária”. Porém, em sentido um pouco diverso, o STF tem decidido, em termos gerais, que a proibição citada somente incide caso a improdutividade do imóvel seja decorrente da ocupação, o que se vê caso a caso. Trata-se de entendimento que, em comparação com a interpretação do STJ, prestigia a atuação desses movimentos sociais ao buscar a efetividade da função social da propriedade.

## Movimentos sociais
Como se sabe, o Brasil, por todo o seu processo histórico, é um país marcado pela distribuição desigual de riquezas. Essa desigualdade, por sua gravidade, se reflete, dentre outros modos, no próprio exercício de direitos fundamentais, como os direitos à saúde, educação, liberdade de expressão e, principalmente, à propriedade, ocasionando o que se costuma chamar de desigualdade social. Em face disso, tem sido desenvolvidas, ao longo dos anos, diversas frentes de atuação.
No que diz respeito à luta pela democratização da propriedade rural, atualmente, um dos principais movimentos é o Movimento dos Trabalhadores Rurais Sem Terra (MST), um movimento de ativismo político e social brasileiro. Como se extrai da página desse movimento, sua atuação se dá com base em três objetivos principais: a luta pela terra; a luta por reforma agrária; e a luta por uma sociedade mais justa e fraterna.
Para alcançar esses objetivos, o MST se vale, principalmente, das ocupações de terras, públicas ou privadas, que não estejam cumprindo a sua função social, reivindicando-as para fins de realização da previsão constitucional quanto à reforma agrária. Porém, devido ao grande conflito de interesses que envolve essa reivindicação, a atuação do MST é constantemente criticada, especialmente por setores mais ligados à elite econômica, que, não raro, veem em sua mobilização um risco à integridade dos indivíduos e das propriedades.
Outro movimento de destaque no cenário nacional é o Movimento dos Trabalhadores Sem Teto (MTST). Esse tem como principal bandeira a luta por moradia e por reforma urbana, denominando-se um movimento de sem-tetos. No entanto, em sua página oficial, fica claro que esta não é a sua única bandeira: “o trabalhador que não tem acesso ao direito de morar dignamente — o sem teto — também não tem o direito à educação, ao atendimento de saúde, ao transporte coletivo, à infra-estrutura básica em seu bairro e a muitas outras necessidades.”
Assim, esse movimento parte do reconhecimento de que o direito de propriedade é indissociável dos direitos de ordem social, colocando-se como um movimento, em última análise, de luta por condições de vida dignas.